# Bernd Kochendörfer
Bernd Kochendörfer (* 8. Januar 1947 in Mühlacker) ist ein deutscher Bauingenieur. Er ist emeritierter Professor für Bauwirtschaft und Baubetrieb an der TU Berlin.

## Leben
Bernd Kochendörfer legte 1971 an der Universität Stuttgart das Diplom als Bauingenieur ab. Anschließend arbeitete er in der Industrie und war von 1972 bis 1978 wissenschaftlicher Mitarbeiter an der Universität Stuttgart. 1977 wurde er mit der Arbeit Bauzeit und Baukosten von Hochbauten zum Dr. Ing. promoviert.
Ab 1978 arbeitete er freiberuflich. Er war Gesellschafter und Manager in mehreren Industriebetrieben.
1995 wurde er Professor für das Fachgebiet Bauwirtschaft und Baubetrieb der TU Berlin und folgte damit auf Horst Becker, der das Fachgebiet Baubetrieb und Baumaschinen zuvor geleitet hatte. 2015 wurde Kochendörfer emeritiert.
Bernd Kochendörfer ist Mitbegründer mehrerer Beratungsgesellschaften.
Das mit Fritz Berner und Rainer Schach verfasste dreibändige Werk „Grundlagen der Baubetriebslehre“ ist Standardwerk der Lehre und Forschung.

## Schriften
- Bauzeit und Baukosten von Hochbauten. Dissertation. Universität Stuttgart 1977. Bauverlag, Wiesbaden/Berlin 1978, ISBN 978-3-7625-0938-7.
- mit Fritz Berner, Rainer Schach: Grundlagen der Baubetriebslehre.

Band 1: Baubetriebswirtschaft. Teubner, Wiesbaden 2007, ISBN 978-3-519-00385-4.
Band 2: Baubetriebsplanung. Teubner, Wiesbaden 2008, ISBN 978-3-8351-0234-7.
Band 3: Baubetriebsführung. Teubner, Wiesbaden 2009, ISBN 978-3-519-00514-8.
- mit Jens Liebchen, Markus Viering: Bau-Projekt-Management. Teubner, 2010, ISBN 978-3-834-80496-9.